# Hayflick-féle határ
A Hayflick-féle határ (vagy Hayflick-határ; angolul Hayflick limit) egy átlagos emberi sejttársulás osztódásainak száma, amíg az meg nem áll. Kutatások bizonyítják, hogy a telomerek minden egyes sejt DNS-ében minden egyes osztódás során rövidülnek, míg el nem érnek egy kritikus hosszt, ami fölött képtelenek már egy új osztódásra.
A Hayflick-féle határt Leonard Hayflick fedezte fel 1961-ben a philadelphiai Wistar Intézetben. Hayflick kimutatta, hogy normál emberi magzat sejttársulások tenyészetekben mindössze 40-60-szor osztódnak. Ezek után a társulások belépnek egy öregedő fázisba, mely megcáfolja a Nobel-díjas Alexis Carrel állítását, miszerint a normál sejtek halhatatlanok. Minden egyes osztódás némileg lerövidíti a sejtek DNS-einek telomereit. Ez a rövidülés teszi lehetetlenné az osztódást, és ez az öregedése a sejteknek összhangban van az emberi test öregedésével is. A telomerek hosszának természetes karbantartása úgy tűnik, hogy képes megelőzni a genetikai instabilitást, ezáltal segít a sejtmutációk megfékezésében, melyek rossz esetben rákhoz is vezethetnének.

## A felfedezéséhez vezető út

### Leonard Hayflick előtt
Hayflick felfedezése előtt azt tartották, hogy minden gerinces élőlényből származó sejt korlátlanul képes szaporodni. Alexis Carrel, a Nobel-díjas sebész azt állította, hogy minden tenyészetben lévő sejt halhatatlan és a sejtosztódás megszűnése mindössze a tenyésztés módszerének kiforratlanságából adódik. Ezen állítását azzal támasztotta alá, hogy 34 éven keresztül tenyésztett csirke szívből származó fibroblasztokat. Ez megmutatta, hogy a gerincesek sejtjei képesek meghatározatlan ideig osztódni. (Bár más tudósok képtelenek voltak megismételni Carrel kísérletét.)
Carrel kísérlete azonban valószínűleg hibás volt, hiszen ahhoz, hogy a szükséges tápanyagokat pótolja, naponta adott a tenyészethez csirkékből származó embrionális őssejteket. Ezek könnyen beépülhettek a tenyészetbe, így már nem az eredeti sejtek szaporodtak korlátlanul. Ha ez azonban igaz, akkor valószínűleg Carrel is tudott erről a hibáról, viszont ezt sosem ismerte be.
Későbbiekben azt találták, hogy Carrel által használt sejtek elég fiatalok voltak ahhoz, hogy tartalmazzanak pluripotens őssejteket, amelyek, ha rendszeresen kaptak telomeráz-aktiváló tápanyagokat, akkor képesek lehettek a sejti öregedés leküzdésére, vagy megfordítására. Ha ezeket nem tartalmaznák, valószínűleg 50-60 osztódás után megállt volna a folyamat, amikor is bekövetkezik az apoptózis, ahogy azt Hayflick is leírta.

### A határ felfedezése
A Wistar Intézetben dolgozott dr. Leonard Hayflick, mikor Carrel elmélete gyanús lett számára. Ugyanis éppen normál emberi sejtek előkészítésével foglalkozott, hogy azokat kitegye ráksejtek hatásainak, mikor észrevette, hogy a normál sejtek abbahagyták a szaporodást. Először arra gondolt, hogy technikai hibát vétett az előkészítés közben, de később ráeszmélt arra, hogy a sejtosztódásnak van egy számláló mechanizmusa. Paul Moorheaddel, egy tehetséges cytogenetikussal együtt előkészített egy kísérletet, ami megmutatta az igazságot a sejtosztódással kapcsolatban.
A kísérlet a következőképpen zajlott le: Hayflick és Moorhead azonos számú hím- és nőstény fibroblasztot kevert össze, melyek közt az osztódások száma különböző volt. (A hím sejtek a 40. megduplázódáson is átestek már, míg a nőstény sejtek csak 10-szer kétszereződtek meg.) Ezenkívül keveretlen tenyészeteket is előállítottak. Mikor a hímtenyészet osztódása megállt, akkor a összekevert sejtekből álló tenyésztelepen is csak nőstény sejtek maradtak. Ez megmutatta, hogy a sejtek "emlékeztek" arra, hogy ők már korábban osztódtak, még akkor is, amikor fiatal sejtekkel voltak körülvéve, és ez a kísérlet a technikai hibákat és a vírusokat is kizárja, hisz akkor nem csak a hím sejtek pusztultak volna el. A sejtek öregedővé váltak, ami mindössze attól függ, hogy hányszor osztódtak ezelőtt.
Ezek az eredmények megcáfolják Carrel teóriáját azzal kapcsolatban, hogy minden gerincesből származó sejt halhatatlan és megalapozta a Hayflick limitet. Ezenfelül a kísérletet más tudósok is sikeresen megismételték szemben Carrelével.

## Sejtfázisok
Hayflick három fázisát említi meg egy sejttenyészetnek:
1. Az elsődleges tenyészet
2. A sejtek osztódásai - Hayflick "bőséges növekedésnek" (luxuriant growth) nevezi
3. Öregedés jelensége - hónapokkal később a sejtek osztódásának száma csökken, majd egyszerre le is áll.

## Telomer hossz
A Hayflick limit a DNS-szálak végén lévő telomer területek hosszától függ, hiszen azok nem képesek maradéktalanul lemásolódni a DNS-replikáció folyamata alatt, így minden egyes sejtosztódás veszteséggel jár. A telomer terület semmilyen fehérjéért nem felelős; mindössze egy ismétlődő kód a DNS végén, amely elvész. Sok osztódás során, a telomerek kimerülnek és a sejt az apoptózis állapotába kerül. Ez egy olyan folyamat, mely megóvja a szervezetet az osztódás során keletkező hibáktól, melyek DNS-mutációt is okozhatnának. Miután a telomerek elfogynak - a sok sejtosztódástól -  a sejtek nem kétszereződnek meg többször, hiszen elérték a Hayflick-féle határt.
Ez a folyamat azonban nem megy végbe a rákos sejtek esetén, egy telomeráz nevű enzim miatt, ugyanis ez az enzim nem engedi a telomereket rövidülni, így biztosítja a rákos sejteknek a korlátlan szaporodás lehetőségét. Egy lehetséges gyógyír a rákra a telomeráz inhibítor lenne, mely megakadályozná a telomerek hosszának állandóságát, ezáltal "halandóvá" tenné a rákos sejteket is, a többi sejthez hasonlóan. Másrészről a telomeráz aktivátorok talán megjavítanák, vagy kibővítenék az egészséges sejtek telomereit, megtoldva a Hayflick limitüket. Ezen vegyületek talán még az immunrendszer telomerjeit is meghosszabbítanák, megakadályozva ezzel a rákos sejtek kialakulását a nagyon rövid telomerekkel rendelkező sejtekből. 
A karnozin képes a Hayflick-féle határ növelésére az emberi fibroblasztokban és úgy tűnik, a telomer rövidülést is csökkenti.

## Fordítás
- Ez a szócikk részben vagy egészben  a   Hayflick limit című angol Wikipédia-szócikk ezen változatának fordításán alapul.  Az eredeti cikk szerkesztőit annak laptörténete sorolja fel. Ez a jelzés csupán a megfogalmazás eredetét és a szerzői jogokat jelzi, nem szolgál a cikkben szereplő információk forrásmegjelöléseként.